# Rumex vesicarius
Rumex vesicarius L. – gatunek roślin z rodziny rdestowatych (Polygonaceae Juss.). Występuje naturalnie w Afryce Północnej oraz Azji Zachodniej i Południowej.

## Rozmieszczenie geograficzne
Rośnie naturalnie w Hiszpanii (także na Wyspach Kanaryjskich), Maroku, Mauretanii, Algierii, Libii, Egipcie (wybrzeże Morza Śródziemnego, pustynie, wybrzeże Morza Czerwonego, Park Narodowy Gebel Elba, półwysep Synaj), na południowo-wschodnich wyspach greckich, w Azji Zachodniej, Iraku, północnym Iranie, Pakistanie (Pendżab), Afganistanie i Indiach (północna część kraju oraz stan Maharasztra). 
Został także zawleczony do Australii. 

## Morfologia
PokrójDorasta do 10–30 cm wysokości. Rozgałęzia się u podstawy.
KwiatyKwitnie od marca do maja.

## Biologia i ekologia
Roślina jednoroczna. 

## Zastosowanie
Liście tego gatunku są spożywane na surowo lub są gotowane. Mają kwaśny smak. Sok z liści bywa używany przy ukąszeniach węża.